# Brug 1219
Brug 1219 is een bouwkundig kunstwerk in Amsterdam-Zuidoost.
Alhoewel het brugnummer wijst op een brug gebouwd in de jaren zeventig van de 20e eeuw, dateert de brug uit 2010. Het Nelson Mandelapark (Bijlmerpark) onderging toen na verwaarlozing en jaren planning een ingrijpende vernieuwing. Daarbij kreeg het een andere indeling. Ook het stuk dat tegen de Gaasperdammertunnel/weg ligt werd aangepast. Over een nieuwe waterweg werd brug 1219 gelegd, die in het rijdek een kromming heeft. Ze werd ontworpen door Mecanoo onder leiding van Francine Houben, die de gehele herinrichting van het park verzorgde, en gefabriceerd bij Haasnoot Bruggen. Zij bouwden bruggen en toegangen op metalen frames met sierlijke lintmotieven daartussen; ze vormen alle een eenheid binnen het park, zie bijvoorbeeld ook de Albert Helmanbrug (brug 1231). De linten zijn gebaseerd op het handschrift van Houben. 
De brug ging rond 2020 jaren schuil achter hekken vanwege de bouw van de Gaasperdammertunnel en de infrastructuur eromheen. In 2020 en 2021 werd er tevens gebouwd aan de Reigersbospadbrug die over deze brug 1219 en de tunnel is gebouwd om voetgangers en fietsers over het tunneldek te krijgen. Die brug is in dezelfde stijl gebouwd, maar vele malen groter.  
<<< · 1201 · 1207 · 1208 · 1209 · 1210 · 1211 · 1212 · 1213 · 1216 · 1217 · 1218 · 1219 · 1220 · 1221 · 1223 · 1224 · 1230 · 1231 · 1246 · 1259 · 1260 · 1261 · 1263 · 1264 · 1265 · 1266 · 1267 · 1268 · 1269 · 1270 · >>>
Brugnummers 1200, brug 1202 (Ouder-Amstel), 1203-1206, 1214, 1215, 1222, 1225-1229, 1232-1245, 1247-1258, 1262 en 1271-1299 zijn niet (meer) in gebruik.